# Пенсильванская академия изящных искусств
Пенсильванская академия изящных искусств (англ. Pennsylvania Academy of the Fine Arts, сокр. PAFA) — старейшее художественное образовательное учреждение и одновременно художественный музей в США. Находится в городе Филадельфия, штат Пенсильвания.
Академию основали в 1805 году художник и учёный Чарльз Уилсон Пил, скульптор Уильям Раш и ряд меценатов. Современное здание академии открыто в 1876 году. В 1812—1817 годах директором музея был известный художник Томас Бёрч.
Музей обладает собранием американских картин, скульптур и графики XIX—XX веков. При музее существует архив по истории искусств США.